# Xarxki
Xarxki (en rus: Шаршки) és un poble de l'óblast de Lípetsk, a Rússia, que el 2011 tenia 24 habitants. Pertany al districte rural d'Úsman.